# Под подозрением (сериал)
«Под подозрением» (англ. Suspicion) — британский детективный сериал 2022 года, ремейк израильского сериала «Под чужим флагом», показанный на Apple TV+. Главную роль в нём сыграла Ума Турман. Получил невысокие оценки критиков.

## Сюжет
Действие сериала происходит в Нью-Йорке. В элитном отеле похищают сына крупной предпринимательницы Кэтрин Ньюман. Под подозрением оказываются несколько британских граждан, остановившихся в отеле, но неясно, они ли настоящие преступники.

## В ролях
- Ума Турман — Кэтрин Ньюман
- Ноа Эммерих — Скотт Андерсон
- Кунал Найяр — Аадеш Чопра
- Джорджина Кэмпбелл
- Том Рис Харрис — Эдди Уолкер
- Элизабет Хенстридж — Тара Макалистер
- Элиес Габел — Шон Тилсон

## Создание и оценки
Сериал является адаптацией израильского шоу «Под чужим флагом». Он был анонсирован в июле 2019 года. Шоураннером проекта стал Роб Уильямс, режиссёрами — Крис Лонг и Стефан Шварц. В марте 2020 года было объявлено об участии в проекте Умы Турман, Ноа Эммерих, Кунал Нэйэр, Джорджины Кэмпбелл; в ноябре к касту присоединился Том Рис Харрис.
Съёмки начались в марте 2020 года в Великобритании, но вскоре были прерваны из-за пандемии. В ноябре они возобновились, весной 2021 года были перенесены в США, а 18 мая были официально завершены. Премьерный показ начался 4 февраля 2022 года на Apple TV+. В августе 2023 года стало известно, что шоу закрыто после первого сезона.
На сайте-агрегаторе отзывов Rotten Tomatoes сериал получил рейтинг 50 % при средней оценке 6,2 из 10. Энджи Хан из The Hollywood Reporter оценила шоу умеренно позитивно, но отметила, что Турман на экране почти нет, и зрителям стоит знать это заранее. Дороти Рабинович из Wall Street Journal охарактеризовала сериал как «амбициозный». Ника Кон («Ведомости») увидела в «Под подозрением» интересную идею, но раскритиковала её воплощение: по её мнению, действие развивается слишком медленно, а «актерский талант и звездный статус Умы Турман используется преступно мало». По мнению Алихана Исрапилова («Фильм.ру»), сериал получился «безликим и стерильным»: «за интригующей завязкой скрывается не динамичный и построенный на клиффхэнгерах и неожиданных разоблачениях триллер, а утомительная престижная драма об оскорбительно скучных секретах главных героев»